# نورا افرون
نورا افرون (به انگلیسی: Nora Ephron) (زادهٔ ۱۹ مه ۱۹۴۱ – درگذشتهٔ ۲۶ ژوئن ۲۰۱۲) خبرنگار، مقاله‌نویس، کارگردان، تهیه‌کننده، رمان‌نویس، نمایش‌نامه‌نویس و فیلم‌نامه‌نویس آمریکایی بود.

## زندگی
نورا افرون در ۱۹ مه ۱۹۴۱ در نیویورک متولد و در کالیفرنیا بزرگ شد و فعالیت خود را با روزنامه نیویورک پست آغاز کرد. او بیشتر به دلیل فیلم کمدی رمانتیک خود شناخته می‌شود.
نورا افرون بیشتر برای فیلمنامه فیلم‌های کمدی رومانتیکی چون «وقتی هری سالی را دید» و «بی‌خواب در سیاتل» مشهور است و در کتاب «از گردنم بدم می‌آید» که یک زندگی‌نامه خودنوشت است، نگاهی توأم با طنز به پدیده زن بودن به ویژه در دوران سالخوردگی ارائه می‌دهد. در سراسر این کتاب، داستان‌ها و حکایت‌های خنده‌داری هست که زنان در هر سنی می‌توانند با آن ارتباط برقرار کنند. این کتاب در سال ۱۳۹۴ توسط کیهان بهمنی ترجمه و توسط نشر آموت منتشر شد.
نورا افرون برای روزنامه‌ها و مجلات نیز می‌نوشت. او چندین کتاب نیز نوشته است که یکی از آنها به نام Heartburn درباره ازدواجش با کارل برنشتاین، روزنامه‌نگار روزنامه واشینگتن پست است که تحقیقاتش درباره رسوایی واترگیت به سقوط ریچارد نیکسون، رئیس‌جمهوری آمریکا کمک کرد.
ازدواج نورا افرون با برنشتاین هنگامی که او با مارگارت جی، همسر سفیر وقت بریتانیا در آمریکا روابط عاطفی برقرار کرد، پایان یافت. مارگارت جی، دختر جیمز کالاهان، نخست وزیر سابق بریتانیا بود.
آخرین فیلم او جولی و جولیا بود. نورا افرون در ۷۱ سالگی به دلیل عوارض لوسمی حاد در نیویورک درگذشت.

## افتخارات
او سه بار برای نگارش فیلمنامه‌های «سیلک‌وود»، «بی‌خواب در سیاتل» و «وقتی هری سالی را دید…» نامزد دریافت جایزهٔ اسکار شد اما هیچگاه این جایزه را دریافت نکرد.
او موفق به دریافت جایزه بفتا برای فیلم «وقتی هری سالی را دید…» به عنوان بهترین فیلم‌نامه شد.

## گزیده فیلم‌شناسی
- ۲۰۰۹: جولی و جولیا (فیلم‌نامه‌نویس، کارگردان و تهیه‌کننده)
- ۲۰۰۵: افسونگر (فیلم‌نامه‌نویس، کارگردان و تهیه‌کننده)
- ۲۰۰۰: اعداد شانس (کارگردان و تهیه‌کننده)
- ۱۹۹۸: ایمیل داری (فیلم‌نامه‌نویس، کارگردان و تهیه‌کننده)
- ۱۹۹۸: تنها کاری که می‌خواهم انجام دهم (تهیه‌کننده)
- ۱۹۹۶: مایکل (فیلم‌نامه‌نویس، کارگردان و تهیه‌کننده)
- ۱۹۹۳: بی‌خواب در سیاتل (فیلم‌نامه‌نویس و کارگردان)
- ۱۹۹۲: این زندگی من است (فیلم‌نامه‌نویس و کارگردان)
- ۱۹۸۹: کلوچه (فیلم‌نامه‌نویس و تهیه‌کننده)
- ۱۹۸۹: وقتی هری سالی را دید… (فیلم‌نامه‌نویس و تهیه‌کننده)
- ۱۹۸۶: دل‌سوختگی (فیلم‌نامه‌نویس)
- ۱۹۸۳: سیلک‌وود (فیلم‌نامه‌نویس)